# Perigrapha cilissa
Perigrapha cilissa är en fjärilsart som beskrevs av Rudolf Püngeler. Perigrapha cilissa ingår i släktet Perigrapha och familjen nattflyn. Inga underarter finns listade i Catalogue of Life.